# Irlandia feudalna
Irlandia feudalna, oficjalnie Lordostwo Irlandii (ang. Lordship of Ireland; łac. Dominium Hiberniae; irl. Tiarnas na hÉireann) – okres panowania feudalnego w Irlandii w latach 1171–1542 pod rządami króla Anglii tytułowanego jako Lord Irlandii (ang. Lord of Ireland).
Lordostwo zostało utworzone jako papieskie lenno po normańskiej inwazji na Irlandię w latach 1169–1171. Lordem (Lord of Ireland) był król Anglii, który od 1316 r. był lokalnie reprezentowany przez lorda namiestnika. Pierwszym lordem w 1177 r. został z nadania Henryka II jego syn Jan bez Ziemi, natomiast w 1316 pierwszym lordem namiestnikiem został Roger Mortimer.
Koniec okresu przypada na 1542 r., w którym na mocy ustawy zostało utworzone Królestwo Irlandii.